# Denis Golovanov
Denis Yurievich Golovanov (27 de março de 1979, Sóchi) é um tenista profissional russo.

## Final de carriera ATP 2001
| N. | Data             | Torneio                 | Piso     | Oponente na final                               | Placar   |
| 1. | Outubro 28, 2001 | São Petersburgo, Rússia | Duro (i) | Irakil Labadze, Marat Safin/ Yevgeny Kafelnikov | 7-5, 6-4 |